# Ein plötzlicher Todesfall (Fernsehserie)
Ein plötzlicher Todesfall ist eine dreiteilige englische Miniserie, die auf dem gleichnamigen Roman von Joanne K. Rowling aus dem Jahr 2012 basiert und ab dem 15. Februar 2015 auf BBC One im Vereinigten Königreich und auf HBO in den USA, ab 30. April 2015 in Originalsprache und ab 4. August 2015 in einer deutschen Synchronfassung auf Sky Atlantic HD in Deutschland ausgestrahlt wurde.

## Handlung
Das beschauliche englische Örtchen Pagford gerät nach dem unerwarteten Tod des Gemeinderatsmitglieds Barry Fairbrother in Aufruhr. Fairbrother hinterlässt seine Witwe Mary und einen Platz im Gemeinderat. Es stellt sich die Frage, ob der angesehene Mitbürger mit Anfang 40 umgebracht wurde und dies möglicherweise etwas mit dessen Engagement für die sozial Schwachen im Ort zu tun haben könnte.
Nach und nach zeigen sich Intrigen und Korruption am Ort und wie sehr die Bewohner von Familienstreitigkeiten, Niedertracht und Geldgier geprägt sind. Howard Mollison, der Vorsitzende des Gemeinderats und Inhaber eines Delikatessengeschäfts wittert die Chance, das stattliche Sweetlove-Anwesen an Investoren zu verkaufen. Tess Wall, die Lehrerin einer nahegelegenen Schule, die sich für Jugendliche aus benachteiligten Familien einsetzt, wehrt sich gegen diese Pläne. Sie sieht das Gemeindezentrum in Gefahr, in dem ein Hilfsprojekt für Drogenabhängige eingerichtet ist. Zu den hier Betreuten gehören Krystal Weedon und ihre drogenabhängige Mutter Terri.
Gemeinsam mit ihnen und der Ärztin Parminder Jawanda sowie der Sozialarbeiterin Kay Bawden kämpft sie für den Erhalt der Einrichtung und gegen die Pläne zum Verkauf des Sweetlove-Anwesens.

## Figuren

### Howard Mollison
Der zutiefst selbstzufriedene Howard ist 70 Jahre alt und mit Shirley verheiratet. Die beiden haben einen Sohn namens Miles, welcher Vater der Zwillinge Lexi und Libby ist. Als Vorsitzender des Gemeinderates von Pagford fühlt sich Howard fast wie der König des beschaulichen Ortes. Howard betreibt zudem ein Delikatessengeschäft, dessen Schaufenster von einem Logo mit der Aufschrift Purveyor of fine Foods geziert wird und ein Porträt von Howard zeigt. Gemeinsam mit seiner Geschäftspartnerin Mo plant Howard die Eröffnung eines Cafés gleich nebenan.

### Shirley Mollison
Die Ehefrau von Howard ist eine zierliche, aber äußerst ehrgeizige Frau und würde gerne das Leben von Aubrey und Julia Sweetlove leben, denen das Sweetlove-Anwesen gehört. Andererseits hasst sie Barry Fairbrother und alles, wofür er steht, und auch mit der Frau ihres Sohnes Miles kommt sie nicht wirklich zurecht. Shirley arbeitet als Sekretärin des Gemeinderates und ist auch für dessen Website verantwortlich.

### Barry Fairbrother
Der 40-jährige Barry ist mit Mary verheiratet; die beiden haben keine Kinder. Barry ist der Halbbruder von Simon Price und hat anders als dieser etwas aus seinem Leben gemacht, denn er ist Anwalt und gemeinsam mit Miles Mollison Partner eines Unternehmens. Barry hat zudem einen Sitz im Gemeinderat und ist ein leidenschaftlicher Unterstützer des Sweetlove-Projektes, der örtlichen Drogenklinik. Sein Engagement endet durch seinen plötzlichen Tod, der die ganze Dorfgemeinschaft erschüttert.

### Tess Wall
Tess ist in den Vierzigern und mit dem stellvertretenden Schulleiter der örtlichen Schule Colin Wall verheiratet. Die beiden haben Fats Stuart adoptiert. Tess arbeitet an derselben Schule wie ihr Mann, fungiert hier als Vertrauenslehrerin, berät Schüler in sozialen Angelegenheiten und kümmert sich zusätzlich um benachteilige Familien, die im sozialschwachen Ortsviertel The Fields leben, besonders jedoch um Krystal Weedon und ihre Mutter. Gemeinsam mit Barry sitzt sie im Gemeinderat und zählt, bis er stirbt, zu seinen treusten Verbündeten im Kampf gegen Howard.

### Miles Mollison
Miles ist der 43-jährige Sohn von Howard und Shirley und ist mit Samantha verheiratet. Die beiden haben die Zwillinge Lexie und Libby. Zusammen mit Barry Fairbrother hat er in der Stadt eine Anwaltskanzlei gegründet. Es gestaltet sich für ihn oft schwer, seine Arbeit mit Barry und seinen Eltern unter einen Hut zu bekommen.

### Samantha Mollison
Miles’ Frau besuchte die gleiche Universität wie ihr Mann, hat ihr Studium jedoch abgebrochen, als sie von ihm schwanger wurde, und musste mit ihm nach Pagford ziehen. Nach der Geburt der Zwillinge erlitt Samantha eine schwere postnatale Depression. Samantha ist Inhaberin einer Unterwäsche-Boutique in Pagford.

### Colin Wall
Der stellvertretende Schulleiter in Pagford war ein guter Freund von Barry. Da er dessen Vermächtnis fortführen will, verteidigt er die Drogenklinik vor dem Gemeinderat.

### Stuart Wall
Der Adoptivsohn von Colin und Tess wird Fats genannt und führt eine Beziehung mit Krystal.

### Terri Weedon
Die drogenabhängige Mutter von Krystal und Robbie lebt eigentlich in einer Wohnung in The Fields, befindet sich jedoch überwiegend in der örtlichen Drogenklinik.

### Krystal Weedon
Die 16-jährige Tochter von Terri ist mit Stuart Wall liiert.

## Produktion

### Produktionsgeschichte
Am 3. Dezember 2012 wurde bekannt, dass sich eine Serienadaption von Rowlings Roman The Casual Vacancy in Planung befindet. BBC (BBC One) produzierte die Serie in Kooperation mit HBO. Sarah Phelps überarbeitete das zugrundeliegende Material, und Jonny Campbell übernahm die Regie.
Die Besetzung wurde im Juni 2014 bekannt gegeben.

### Besetzung und Synchronisation
Der britische Schauspieler Rory Kinnear, der zuvor in mehreren James-Bond-Filmen mitwirkte, schlüpfte in die Rolle des in der Serie zu Beginn sterbenden Barry Fairbrother. Der als Schuldirektor Dumbledore aus den Harry-Potter-Verfilmungen bekannte Schauspieler Michael Gambon übernahm die Rolle des Gemeinderatsvorsitzenden Howard Mollison, die Rolle seiner Gattin Shirley wurde mit Julia McKenzie besetzt, die aus Verfilmungen von Agatha Christies Miss Marple bekannt ist. Die Rolle von Samantha Mollison übernahm Keeley Hawes, die zeitgleich für die Dreharbeiten zum Film High-Rise vor der Kamera stand. Der durch seine Rollen in der Star Wars Prequel-Trilogie bekannte Silas Carson spielte Vikram Jawanda.

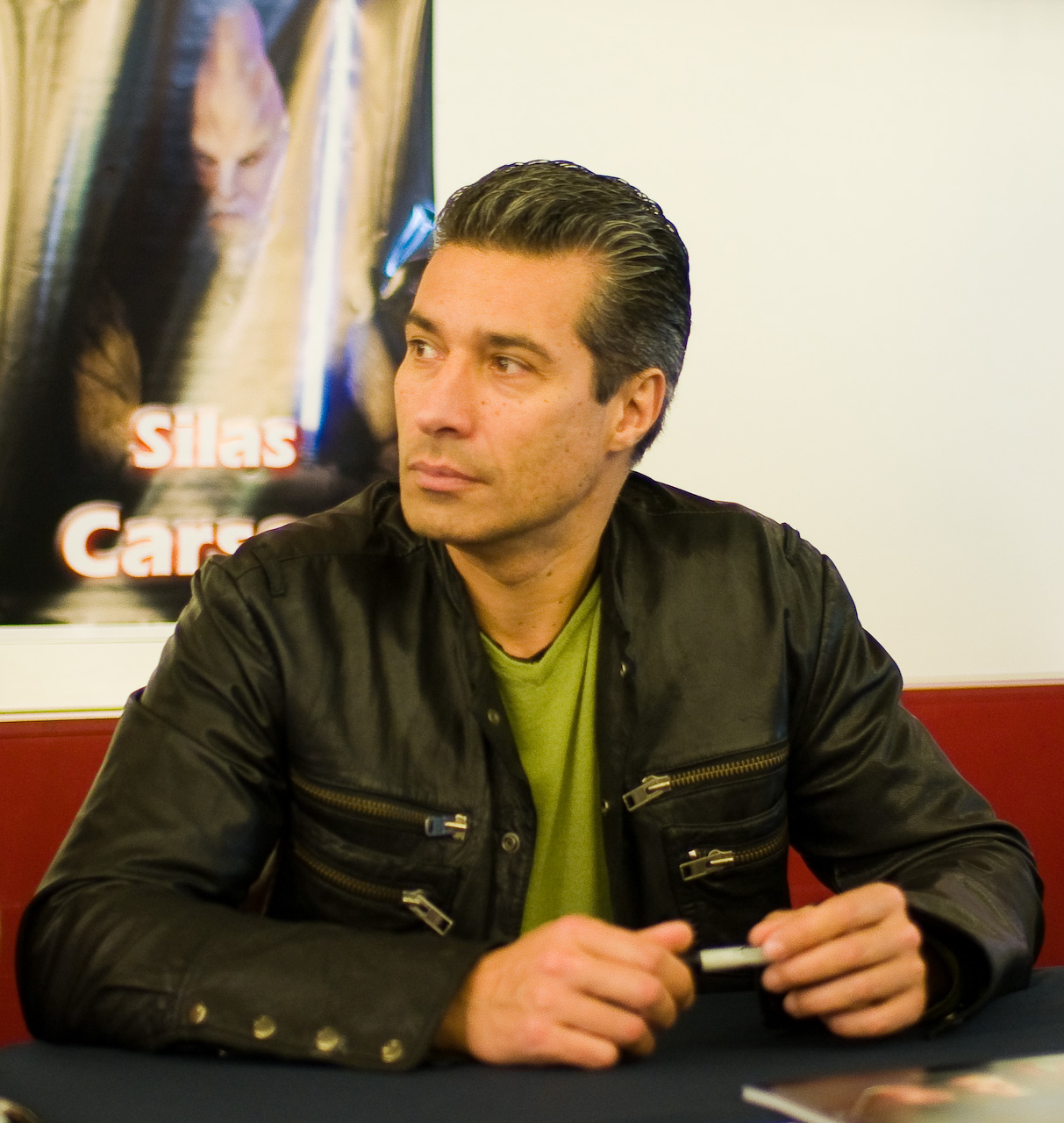
Silas Carson (2008)
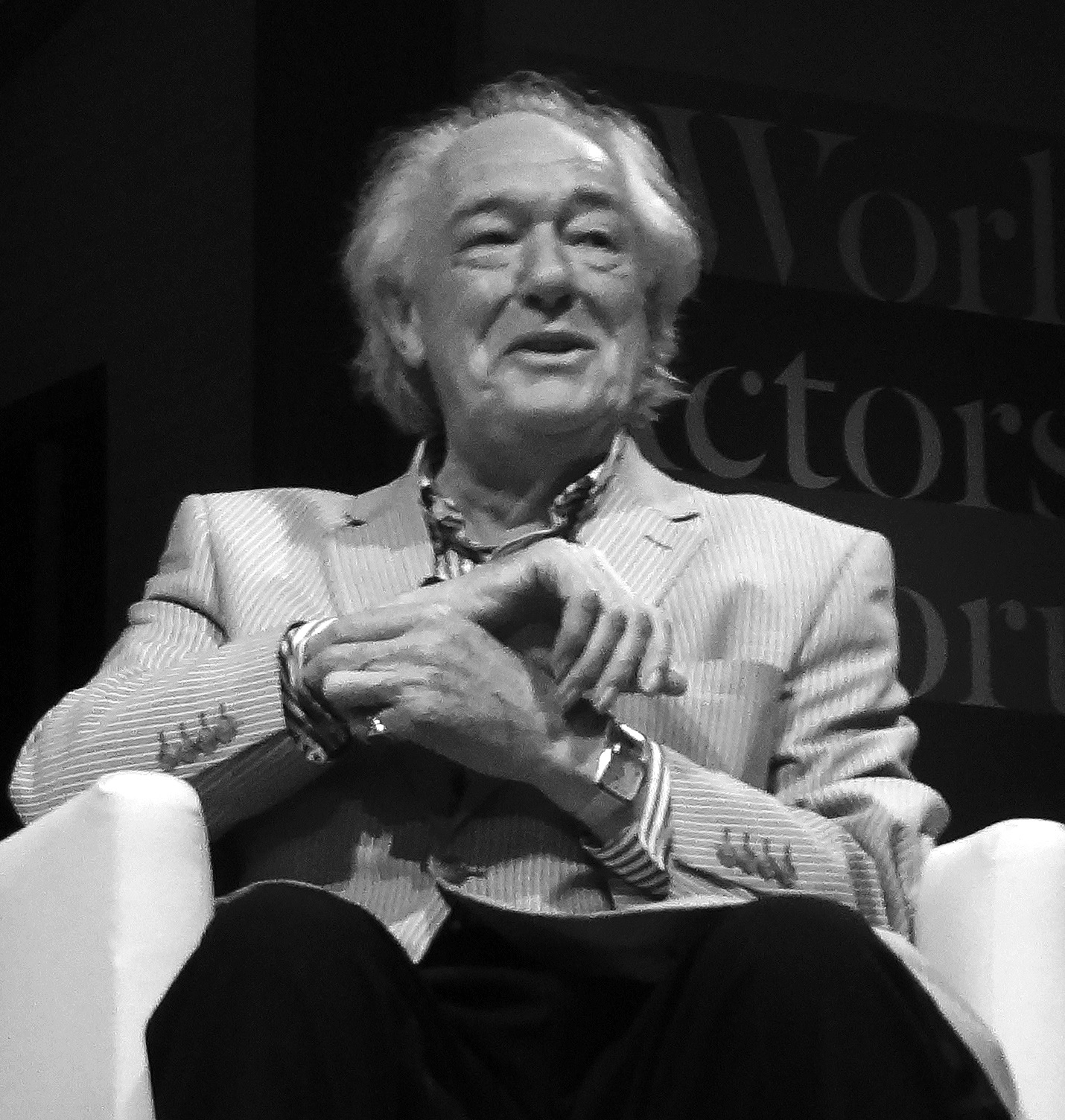
Michael Gambon
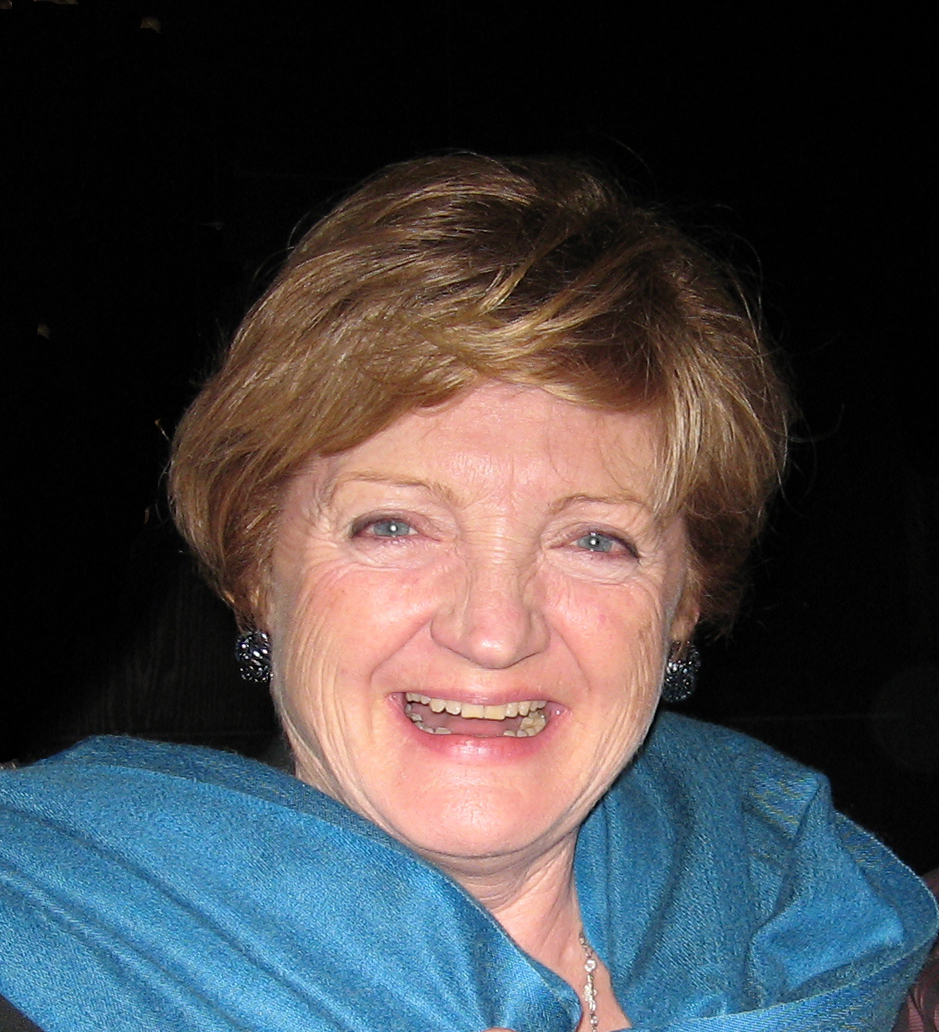
Julia McKenzie
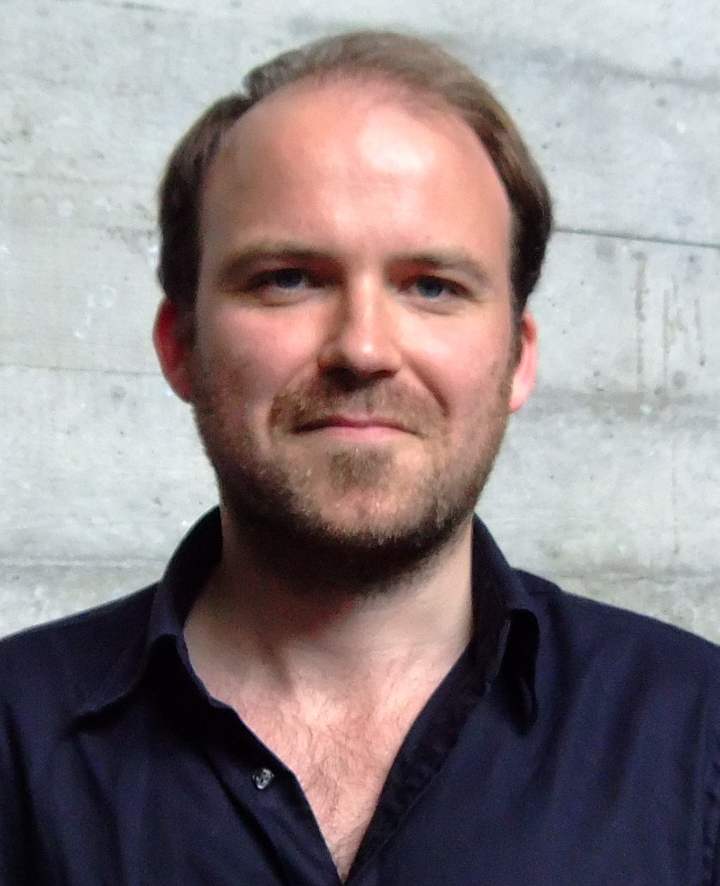
Rory Kinnear (2012)
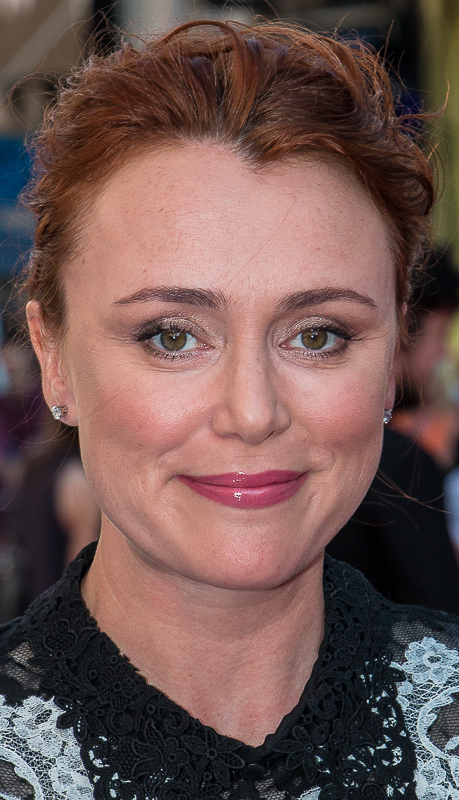
Keeley Hawes (2014)

Die deutsche Synchronisation entstand nach einem Synchronbuch von Inez Günther und Philip Krauss unter der Dialogregie von Inez Günther im Auftrag der Bavaria Synchron GmbH, München.

### Dreharbeiten
Gedreht wurde Ein plötzlicher Todesfall überwiegend 2014 in der englischen Ortschaft Painswick. Weitere Aufnahmen fanden in den Ortschaften Northleach, Minchinhampton, Stroud, Stonehouse und Bisley statt, die alle ebenfalls in der Grafschaft Gloucestershire liegen. Der Entwurf des fiktiven Städtchens Pagford, in dem die Handlung verortet ist, wird vielfach mit dem Geburtsort von Rowling in Verbindung gebracht, der in South Gloucestershire gelegenen Stadt Yate, dem Tor zum Waldgebiet, das in den Forest of Dean führt.

### Soundtrack
Die britische Band Solomon Grey komponierte den Soundtrack zur Serie, der auch Songs aus dem Album Selected Works (2015) enthält.

### Ausstrahlung und Verwertung
Die Serie wurde ab 15. Februar 2015 erstmals auf BBC One im Vereinigten Königreich und auf HBO in den USA ausgestrahlt. Die erste Episode verfolgten nach Angaben von BBC 7,3 Millionen Zuschauer. Ab 30. April 2015 zeigte Sky Atlantic HD die Serie erstmals in Originalsprache in Deutschland. Die Serie wurde im Juni 2015 auf DVD veröffentlicht. Ab 4. August 2015 strahlte Sky Atlantic HD die Serie erstmals in einer deutschen Synchronfassung aus.

## Auszeichnungen
Michael Gambon wurde für seine Rolle in The Casual Vacancy als Bester Darsteller in einer Miniserie oder einem Fernsehfilm für die Satellite Awards 2015 und als Bester Hauptdarsteller in einem Film oder Miniserie bei den Critics’ Choice Television Awards 2015 nominiert.

## Episoden
| Nr. (ges.) | Nr. (St.) | Deutscher Titel            | Originaltitel | Erstausstrahlung UK (BBC One) und USA (HBO) | Deutschsprachige Erstausstrahlung (Sky Atlantic HD) | Regie          | Drehbuch     | Zuschauer (UK) |
| --- | --------- | -------------------------- | ------------- | ------------------------------------------- | --------------------------------------------------- | -------------- | ------------ | -------------- |
| 1 | 1         | Die gute Seele von Pagford | Episode 1     | 15. Feb. 2015                               | 4. Aug. 2015                                        | Jonny Campbell | Sarah Phelps | -              |
| Das Dorf Pagford steht unter Schock, als das Gemeindemitglied Barry Fairbrother unerwartet verstirbt. Schnell weicht die Trauer um das ehemalige Gemeinderatsmitglied der Sorge, was nun mit dem freien Platz geschehen wird, den Fairbrother im Gemeinderat hinterlässt.                       |           |                            |               |                                             |                                                     |                |              |                |
| 2 | 2         | Das Rennen                 | Episode 2     | 22. Feb. 2015                               | 11. Aug. 2015                                       | Jonny Campbell | Sarah Phelps | -              |
| Die Gemeinderatswahlen nähern sich, und Pagford stockt der Atem vor Angst, was die nächste Nachricht von Barry Fairbrother aus dem Jenseits ans Licht bringen wird. |           |                            |               |                                             |                                                     |                |              |                |
| 3 | 3         | Ein Scherbenhaufen         | Episode 3     | 1. März 2015                                | 18. Aug. 2015                                       | Jonny Campbell | Sarah Phelps | -              |
| Je näher die Wahlen rücken, desto größer werden die Spannungen in Pagford. Die beiden politischen Lager verstärken ihre Anstrengungen, die jeweils andere Seite durch Lügen und unerwartete Enthüllungen zu diskreditieren. Schließlich steht die Zukunft des Sweetlove-Anwesens auf dem Spiel. |           |                            |               |                                             |                                                     |                |              |                |

## Trivia
- Der Originaltitel des Buches und der Serie bezieht sich auf die Casual Vacancy (Vakanz), eine Situation, die durch den Tod oder den Austritt oder Ausschluss eines Mitgliedes einer beratenden Versammlung entsteht.
- Als 2014 die Dreharbeiten begonnen hatten, beschwerten sich Bewohner von Painswick über eine vermeintlich neu eröffnete Dessous-Boutique im Ort. Tatsächlich handelte es sich aber hierbei nur um eine Filmkulisse.[17]